# Paracepon stebbingi
Paracepon stebbingi är en kräftdjursart som beskrevs av Hugo Frederik Nierstrasz och Brender a Brandis 1931. Paracepon stebbingi ingår i släktet Paracepon och familjen Bopyridae. Inga underarter finns listade i Catalogue of Life.